# Amilcar Tapia Tamayo
Amílcar Tapia Tamayo (Bolívar, Carchi, 25 de abril de 1953) es un escritor, investigador, periodista e historiador ecuatoriano, autor de más de treinta libros.

## Biografía
Estudió la primaria en las escuelas Gonzales Suárez y Julio Andrade de su pueblo natal. La secundaria la cursó en diferentes colegios de Carchi y Quito. En  1971 obtuvo el título de mejor bachiller en ciencias de la Educación. Los estudios superiores los realizó en la Pontificia Universidad Católica del Ecuador, donde obtuvo el título de Licenciado en Historia y Geografía en las ciencias Humanas, y luego el de Doctor en Historia. Ha realizado varios cursos en diversas universidades y centros de estudio superiores de América Latina, Norteamérica y Europa.
Ha sido profesor primario y secundario en su tierra natal, especialmente en la escuela González Suárez y el colegio Alfredo Albornoz Sánchez así como en el colegio Pablo Muñoz Vega de San Gabriel y luego  en Colegio La Salle de Quito. Actualmente  es catedrático universitario.
Se ha desempeñado como profesor de la Pontificia Universidad Católica de Quito. También ha sido asesor del Ministerio de Educación Nacional; Ministerio de Trabajo.  Ha sido, además, consultor de la Organización Internacional de Trabajo.
Es articulista en los diarios de mayor circulación del Ecuador como EL COMERCIO y Diario LA HORA
Sus principales investigaciones son sobre la provincia del Carchi, su historia y la de sus hombres, aunque de igual manera ha hecho profundos estudios sobre Eloy Alfaro, Vicente Rocafuerte  entre otros personajes de la historia ecuatoriana
Es miembro de la Academia Nacional de Historia del Ecuador, en Académicos Correspondientes Nacionales y miembro de Academia Nacional de Historia Militar del Ecuador

## Obras
Algunas de sus obras más destacadas son:
- Monografía histórico-social de la provincia del Carchi.[4]
- Apuntes para la historia de la ciudad y cantón Mira[5]
- Pueblos y doctrinas de la antigua provincia de los Pastos[6]
- entre otras[7][8][9]

- Articulista de diario EL COMERCIO[10][11][2]